# Duty-free-Shop

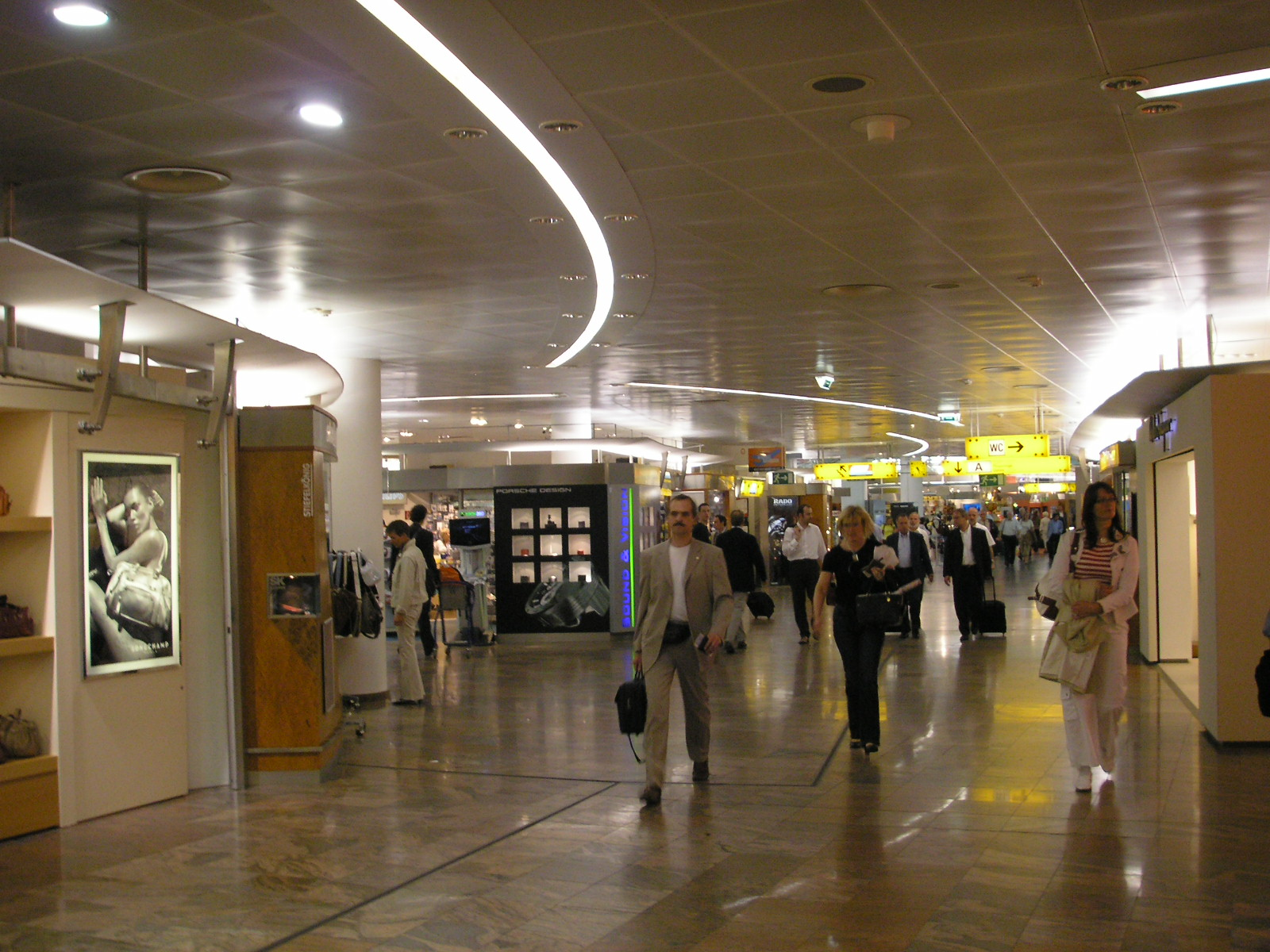
Duty-free-Shop im Flughafen Wien-Schwechat

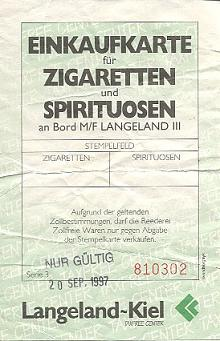
Einkaufkarte für zollfreien Einkauf auf dem Schiff zwischen Langeland und Kiel vom 20. September 1997

Ein Duty-free-Shop (englisch Duty-free ‚abgabenfrei‘) ist ein Warenhaus zwischen zwei Zollstellen (z. B. nach der Passkontrolle an Flughäfen oder auf Fähren), das Waren anbietet, auf die weder Zoll noch Umsatzsteuer oder – in Deutschland – Verbrauchsteuern erhoben werden.
Das Sortiment der sogenannten Duty-free- und Travel-Value-Shops reicht von Parfüm, Kosmetik, alkoholischen Getränken, Tabakprodukten sowie Süß- und Spielwaren bis hin zu Accessoires und, in einzelnen Bereichen, Delikatessen. Das Sortiment weist zusätzlich gewisse Besonderheiten auf, z. B. in Bezug auf Flaschengrößen. Alkoholika werden oftmals in 1-Liter-Flaschen oder Parfüm in 200-ml-Flaschen angeboten. Süßwaren sind ebenfalls in besonderen, für den Reisemarkt angepassten Packungen erhältlich: Oft sind sie teurer als in den Supermärkten.

## Europäische Union
Insbesondere bei Tabakprodukten, alkoholischen Getränken, Parfüm und sonstigen Kosmetikprodukten liegen Duty-free-Preise teilweise unter dem Durchschnitt der örtlichen Einzelhandelspreise. Eine Gewähr, im Duty-free-Shop zum günstigsten Preis einzukaufen, kann jedoch nicht gegeben werden.
Bei der Einreise in die EU gelten Mengenbegrenzungen bei verbrauchsteuerpflichtigen Waren (z. B. Zigaretten, Alkohol), sowie die für die Abgabenfreiheit geltende Warenwertgrenze in Höhe von 300 Euro pro Person pro Tag. Bei Flug- bzw. Seereisenden ist ein Warenwert bis zu insgesamt 430 Euro erlaubt. Bei Reisenden unter 15 Jahren ist ein Warenwert von bis zu insgesamt 175 Euro gestattet (siehe unter: Zollkontrolle). D. h. verbrauchsteuerpflichtige Waren über der Einfuhrmengenbegrenzung und sonstige Waren mit einem Warenwert über insgesamt 175/300/430 Euro unterliegen ggf. einem Zollsatz (je nach Ware) und der landesüblichen Einfuhrumsatzsteuer (in Deutschland derzeit 19 % bzw. 7 %).
Bei Reisen innerhalb der EU darf seit dem 1. Juli 1999 nicht mehr steuerfrei eingekauft werden. Trotzdem gewähren Duty-free-Anbieter dem Kunden den gleichen Preis wie auf Reisen außerhalb der EU; die entsprechenden Läden heißen seit diesem Zeitpunkt Travel Value. Die Steuerlast trägt der Einzelhändler. Einzige Ausnahme bilden aufgrund der gesetzlichen Preisbindung die Tabakwaren. Diese werden für EU-Reisende zum Inlandspreis verkauft.
Jeder Flugreisende kann beispielsweise zu Duty-free-Preisen einkaufen, unabhängig von Nationalität oder Flugziel. Zum Einkauf wird lediglich eine Bordkarte benötigt.

### Zollausschlussgebiete und Zollfreigebiete
Steuerfrei eingekauft werden kann außerdem beim Verkehr außerhalb der Europäischen Union, beispielsweise in die Schweiz, ins Fürstentum Liechtenstein sowie in Zollausschlussgebiete, wie z. B. der Gemeinde und Exklave Büsingen am Hochrhein, der Inselgruppe Helgoland (Deutschland), den Kanarischen Inseln (Spanien) und den Kanalinseln (Vereinigtes Königreich) oder in Zollfreigebiete wie der Gemeinde Livigno (Italien).

## Schweiz und Liechtenstein
Bei der Einreise in die Schweiz werden die folgenden Freimengen nur für Waren des Reiseverkehrs gewährt, die die reisende Person zu ihrem privaten Gebrauch oder zum Verschenken einführt und verstehen sich pro Person, pro Tag und werden nur Personen gewährt, die mindestens 17 Jahre alt sind:
- 5 l mit einem Alkoholgehalt bis 18 % Vol.
- 1 l mit einem Alkoholgehalt von über 18 % Vol.
- 250 Stück Zigaretten/Zigarren oder 250 Gramm andere Tabakfabrikate

Für die anderen mitgeführten Waren werden je nach deren Gesamtwert die Mehrwertsteuer (ab 150 Franken) und je nach deren Menge Zölle erhoben. Zölle werden jedoch nur auf Lebensmittel, Tabak, Alkohol und Treibstoff erhoben. Die Freigrenze von 150 Franken versteht sich ebenfalls pro Person, pro Tag.

### Zollfreigebiete

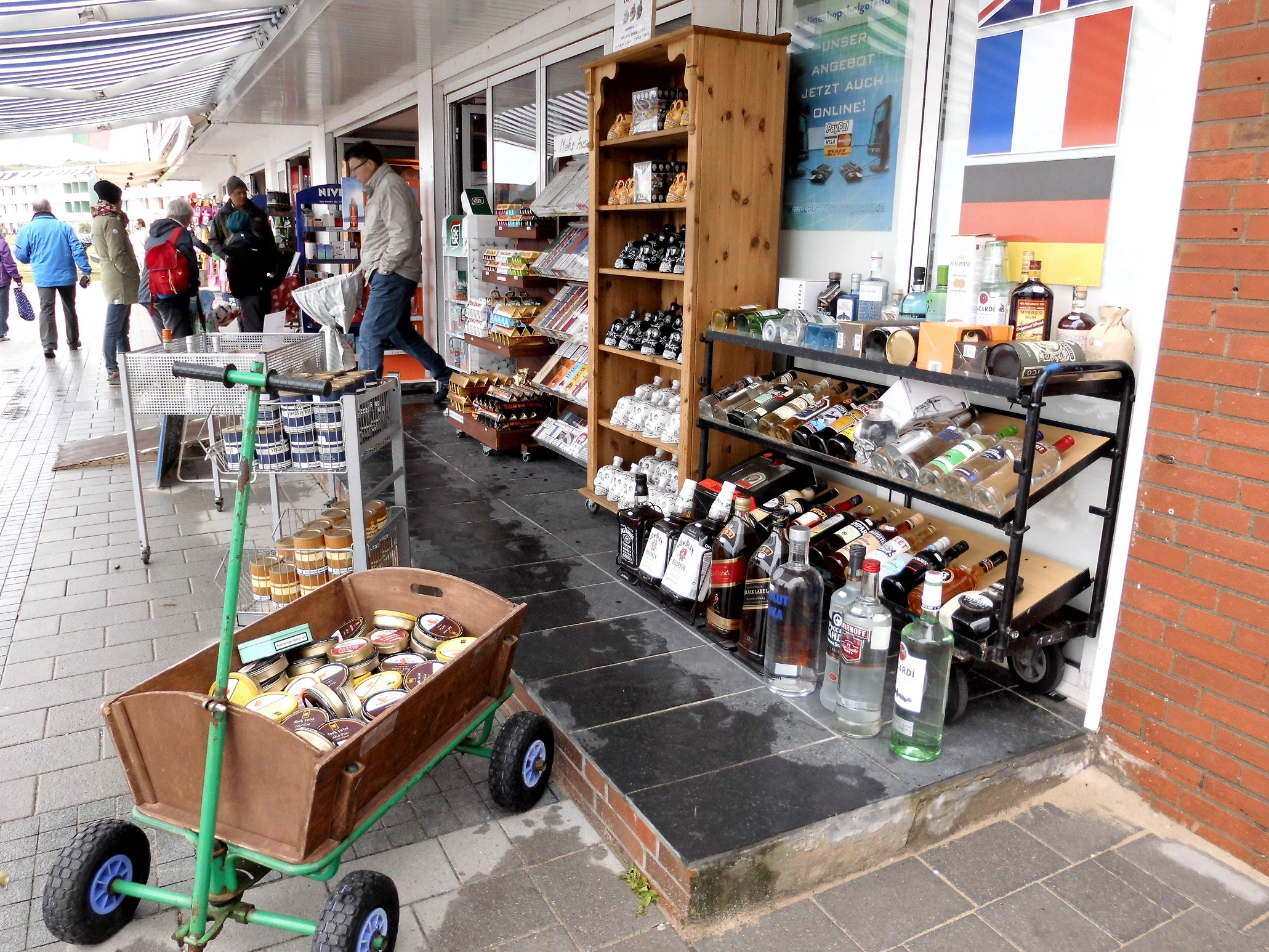
Duty-free-Laden auf Helgoland

In der Gemeinde Samnaun an der östlichen Grenze der Schweiz zu Österreich kann zollfrei eingekauft und getankt werden. Das Dorf ist als Wintersportgebiet bekannt und zu einer Touristenattraktion geworden.